# مجيد العطار
عبد المجيد بن محمد بن أمين البغدادي الحلي الشهير بـمجيد العطّار (1866 - 18 يونيو 1924) شاعر عراقي. ولد في بغداد ونشأ في الحلة في دكان والده الذي يبيع العطارية المنوّعة. وكانت ملتقى أدباء الحلّة، ومنتداهم فأثّر هذا في شاعريته وخلق روحًا أدبية رفيعة فيه. وبعد وفاة والده ورث الدكّان عنه واستمرّ الأدباء يتوافقدون عليها فغدت مدرسة أدبيّة. هاجر إلى الكوفة واتّصل بأدبائها وأقام فيها حتى وفاته. تميّز في شعره بفن التاريخ الشعريّ، حتى غدا علمًا من أعلامه.

## سيرته
ولد عبد المجيد بن محمد بن ملا أمين البغدادي الحلي الشهير بالعطار ببغداد في شهر ذي القعدة عام 1282 هـ/ مارس 1866 في محلة صبابيغ الآل، وهاجر به وبأبيه جده ملا أمين وهو طفل صغير، فنشأ في الحلة. كان لوالده دكان يبيع العطارية المنوّعة وكانت ملتقى أدباء الحلّة. بعد وفاة والده، وبلوغه سن الرشد ورث دكّان والده في سوق العطّارين في الحلة، وصار يمتهن بيع العقاقير اليونانية حتى غلب عليه لقب العطار وقد اتصل بأهل العلم والأدب وأكثر من مطالعة دواوين الشعر وكتب الأدب، حتى استقامت سليقته وتقوّمت ملكته الأدبية.

أتقن اللغة التركية والفارسية وتأدب بهما، كما أتقن الفرنسية والعبرية إضافة إلى اللغة العربية، وكان أن عُرضت عليه وظيفة حكومية بدرجة عالية، إبان الحكم العثماني بناءً على ثقافته ودراسته، إلا أنه امتنع عن اشغالها لاعتقاده.

وقد كان المترجم له «فائق الذكاء، سريع الخاطر، متوقد الذهن، حاضر البديهة، أجاد في النظم،» وأتقن الفارسية والتركية، وترجم عنهما كثيراً كما ترجم كثيراً من مفردات ومثنيات الشعر الفارسي والتركي، إلى العربية شعراً. وقد امتاز بسمو أخلاقه وعفه نفسه، ووفائه لأصدقائه، لذا كان حانوته ندوة أدب، ومنتدى فكر، ومدرسة شعر، يختلف إليه الأُدباء والعلماء، كما يؤمّه الشعراء والمتأدبون.

توفي في الكوفة في السادس عشر من ذي القعدة سنة 1342 هـ/ 18 يونيو 1924 ودفن في النجف.

## شعره
قد تضلع في فن التاريخ، وأتقن منه ألواناً، كان ينظمه ارتجالاً. وأكثر شعره في رثاء آل البيت ومدحهم مما كان يتناقله الخطباء والقراء والذاكرون، لجزالته وسلاسته، وقليل ما يتجاوز ذلك في مناسبات خاصة في تهنئة أو مديح بعض الفضلاء من العلماء، أو ممن تربطه بهم وشائج الأُخوّة والوفاء.